# Aníbal Sánchez
Aníbal Alejandro Sánchez, Jr. (* 27. Februar 1984 in Maracay, Venezuela) ist ein venezolanischer Baseballspieler in der MLB.

## Karriere
Sánchez wurde als 17-Jähriger von den Boston Red Sox als Free Agent unter Vertrag genommen. Er spielte zwei Jahre lang für die Red Sox in der Venezuelan Summer League, musste sich dann einer Ellbogenoperation unterziehen und kehrte ein Jahr später in ein Farmteam der Red Sox zurück. Nach seiner ersten Saison in einer amerikanischen Liga wurde er nach Hanley Ramírez, Brandon Moss, Jonathan Papelbon und Jon Lester zum fünftbesten Nachwuchsspieler der Vereinigten Staaten gekürt. Bis zum Ende der Saison 2005 blieb Sánchez im Farmsystem der Red Sox und wurde zur Saison 2006 gemeinsam mit Hanley Ramírez, Jesús Delgado und Harvey García im Austausch gegen Josh Beckett, Guillermo Mota und Mike Lowell von den Florida Marlins verpflichtet. Im Laufe der Saison 2006 spielte Sánchez zunächst für die Carolina Mudcats, debütierte jedoch endlich in der MLB am 25. Juni 2006. Mit guten Leistungen konnte er sich einen Platz in der Starting rotation der Marlins sichern, unter anderem bezwang er die New York Yankees mit Roger Clemens. Am 6. September 2006 gelang Sánchez beim 2:0-Sieg der Florida Marlins bei den Arizona Diamondbacks ein No-Hitter. Dieser No-Hitter stellte unter anderem deswegen eine Besonderheit dar, weil in diesem Spiel sechs Neulinge (Rookies) für die Marlins auf dem Feld standen, so viele, wie bei keinem anderen No-Hitter zuvor. Sánchez war erst der 19. Neuling seit dem Jahre 1900, dem ein No-Hitter gelang, außerdem war es erst der vierte in der Geschichte der Florida Marlins nach Al Leiter, Kevin Brown und A. J. Burnett. Ebenfalls war er der zweite Venezolaner, der dieses Kunststück schaffte.
In der Saisonvorbereitung 2007 verletzte sich Sánchez an der Schulter. Er bestritt trotzdem einige Spiele, konnte aber nicht an die Leistungen der Vorsaison anknüpfen. Nachdem er im Mai bei den Albuquerque Isotopes – damals noch Teil der Organisation der Marlins – zur Verbesserung seiner Form versetzt worden war, musste er sich schließlich im Juni einer erneuten Operation unterziehen. Nach langer Rekonvaleszenz startete er am 31. Juli 2008 zum ersten Mal wieder in einem MLB-Spiel gleich mit einem Sieg gegen die Colorado Rockies. Er blieb bis zum Ende der Saison in der Starting rotation.
Im Spring training 2009 sicherte sich Sánchez eine der fünf Positionen als Starting pitcher und erreichte in der Saison vier Siege bei acht Niederlagen und einem ERA von 3.87. Er pitchte in 16 Spielen insgesamt nur 86 Innings wegen einer erneuten Verletzung der Schulter. Im Winter 2009/2010 konnte er erstmals seit 2006 verletzungsfrei trainieren und kam wieder in die Starting rotation der Marlins für die Saison 2010.
In der Saison 2019 gewann er mit den Washington Nationals die World Series 2019, nachdem sich das Team in sieben Spielen gegen die Houston Astros durchgesetzt hatte.